# (1675) Simonida
(1675) Simonida – planetoida z pasa głównego asteroid okrążająca Słońce w ciągu 3 lat i 124 dni w średniej odległości 2,23 au. Została odkryta 20 marca 1938 roku w obserwatorium w Belgradzie przez Milorada Proticia. Nazwa planetoidy pochodzi od Simonidy (1294–ok. 1345), serbskiej królowej żony króla Stefana Uroša II Milutina. Przed nadaniem nazwy planetoida nosiła oznaczenie tymczasowe (1675) 1938 FB.